# Paucartambo (Pasco)
Paucartambo är en peruansk ort belägen i departementet Pasco, i provinsen Pasco, i distriktet Paucartambo. Det är också centralort i distriktet Paucartambo, och ligger på en höjd av 2 950 m ö.h. Befolkningen uppgick till 4 438 invånare 1993.

## Historia
Chinchaycocha-kulturen utvecklades i Paucartambodalen (cirka 1250–1435 e.Kr.).
Distriktet Paucartambo skapades den 30 november 1918 under regeringen José Pardo y Barreda.

## Klimat
Klimatet är varmt och tempererat. Den genomsnittliga årstemperaturen är 13,0 °C och den genomsnittliga nederbörden är 825 mm.